# LOL
LOL також пишуть lol (від дуже гучно реготати) — абревіатура, що належить до інтернет-сленгу, історично походить ще з Usenet, але розповсюдилася, і вживається при використанні інших форм зв'язку, вживається в sms та навіть у живому спілкуванні. Акронім розшифровується як «laughing out loud» чи «laugh out loud» (з англ. дуже гучно сміятись або англ. дуже гучно реготати або укр. Регочу Та Сміюся(РТС)).
Спочатку використовувалася для вираження емоції бурхливого сміху, але зважаючи на масове і повсюдне зловживання, майже не відображає емоції співрозмовника, який вживає цю абревіатуру.

## Варіанти
- lolwat (укр. лолщо): поєднання англійська . LOL (lol) та англ. what (укр. що).
- lulz (укр. лулз): згідно з визначенням, що зазначалося у газеті «Нью-Йорк таймс», «lulz означає радість від порушення чиєїсь душевної рівноваги».